# Archignat
Ne doit pas être confondu avec Archignac.
Archignat (Archinhac en occitan marchois) est une commune française, située dans l'ouest du département de l'Allier — région naturelle de la Châtaigneraie bourbonnaise — en région Auvergne-Rhône-Alpes.

## Géographie

### Localisation
La commune se situe à l'extrême ouest du département de l'Allier à la limite du département de la Creuse. Elle fait partie de la communauté de communes du Pays d'Huriel.
Le point culminant de l'arrondissement de Montluçon et de l'ouest du département se situe sur la commune d'Aurignat, au lieu-dit du Signal de l'Age (572 m). Par temps clair, on peut apercevoir au nord les tours de la cathédrale de Bourges, au sud les monts Dôme et les monts Dore.
La commune est traversée d'ouest en est par la Magieure, une rivière affluent du Cher.
La commune est située sur le sentier de grande randonnée de pays : Sur les pas des maîtres sonneurs.

### Communes limitrophes
Les communes limitrophes sont Chambérat, Huriel, Saint-Martinien, Saint-Sauvier, Treignat et Nouhant.
| Saint-Sauvier | Chambérat        |                 |
|               | Archignat        | Huriel          |
| Treignat      | Nouhant (Creuse) | Saint-Martinien |

### Climat
Pour des articles plus généraux, voir Climat d'Auvergne-Rhône-Alpes et Climat de l'Allier.
En 2010, le climat de la commune est de type climat océanique dégradé des plaines du Centre et du Nord, selon une étude du CNRS s'appuyant sur une série de données couvrant la période 1971-2000. En 2020, Météo-France publie une typologie des climats de la France métropolitaine dans laquelle la commune est exposée à un climat de montagne ou de marges de montagne et est dans la région climatique Ouest et nord-ouest du Massif Central, caractérisée par une pluviométrie annuelle de 900 à 1 500 mm, maximale en automne et en hiver.
Pour la période 1971-2000, la température annuelle moyenne est de 10,6 °C, avec une amplitude thermique annuelle de 15,5 °C. Le cumul annuel moyen de précipitations est de 843 mm, avec 11,4 jours de précipitations en janvier et 7,5 jours en juillet. Pour la période 1991-2020, la température moyenne annuelle observée sur la station météorologique de Météo-France la plus proche, sur la commune de Montluçon à 14 km à vol d'oiseau, est de 12,0 °C et le cumul annuel moyen de précipitations est de 637,1 mm,. Pour l'avenir, les paramètres climatiques de la commune estimés pour 2050 selon différents scénarios d'émission de gaz à effet de serre sont consultables sur un site dédié publié par Météo-France en novembre 2022.

## Urbanisme

### Typologie
Au 1er janvier 2024, Archignat est catégorisée commune rurale à habitat très dispersé, selon la nouvelle grille communale de densité à 7 niveaux définie par l'Insee en 2022.
Elle est située hors unité urbaine. Par ailleurs la commune fait partie de l'aire d'attraction de Montluçon, dont elle est une commune de la couronne,. Cette aire, qui regroupe 58 communes, est catégorisée dans les aires de 50 000 à moins de 200 000 habitants,.

### Occupation des sols

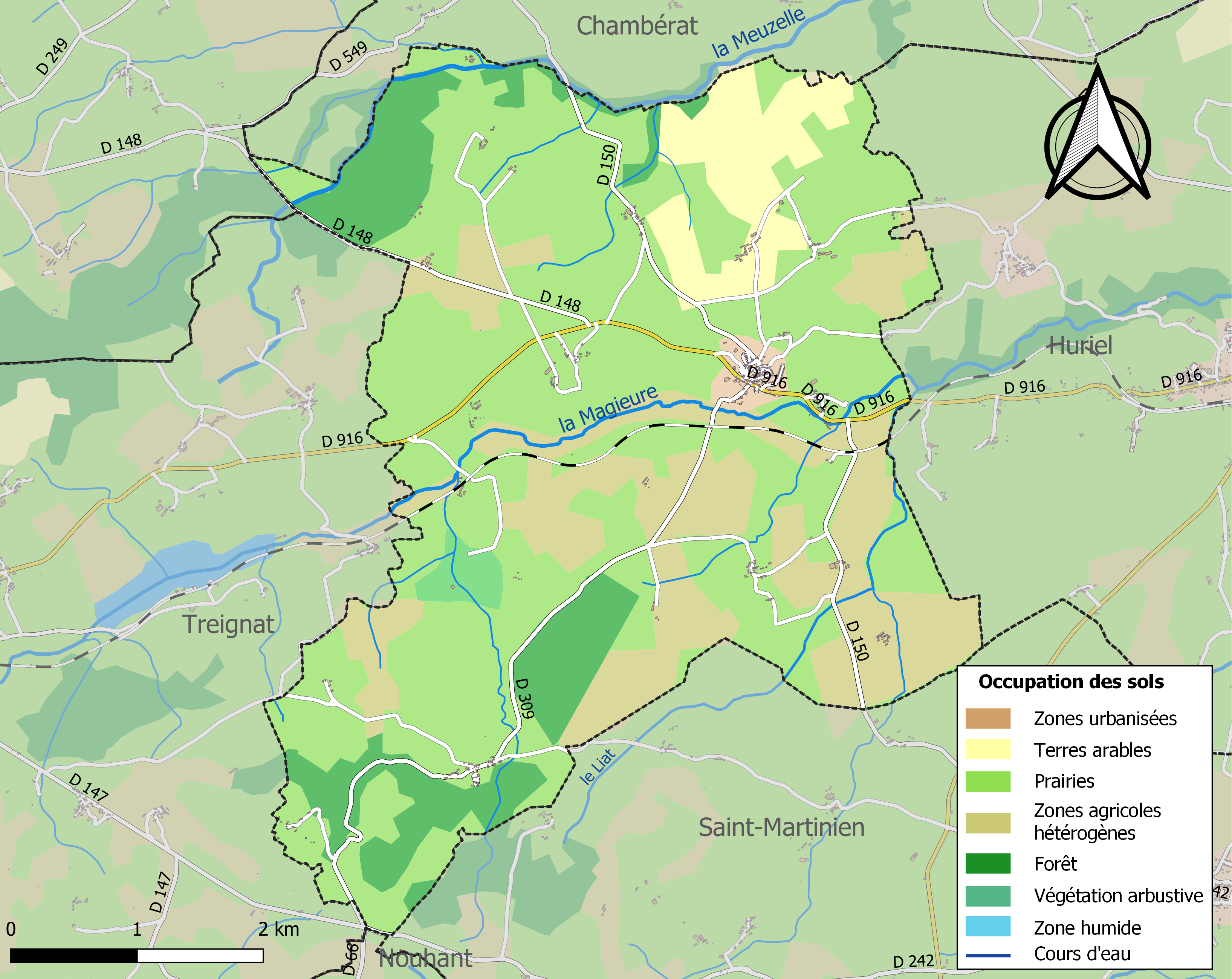
Carte des infrastructures et de l'occupation des sols de la commune en 2018 (CLC).

L'occupation des sols de la commune, telle qu'elle ressort de la base de données européenne d’occupation biophysique des sols Corine Land Cover (CLC), est marquée par l'importance des territoires agricoles (86,3 % en 2018), une proportion sensiblement équivalente à celle de 1990 (86,4 %). La répartition détaillée en 2018 est la suivante : prairies (58,7 %), zones agricoles hétérogènes (21,3 %), forêts (11,5 %), terres arables (6,3 %), zones urbanisées (1,1 %), milieux à végétation arbustive et/ou herbacée (1,1 %).
L'IGN met par ailleurs à disposition un outil en ligne permettant de comparer l’évolution dans le temps de l’occupation des sols de la commune (ou de territoires à des échelles différentes). Plusieurs époques sont accessibles sous forme de cartes ou photos aériennes : la carte de Cassini (XVIIIe siècle), la carte d'état-major (1820-1866) et la période actuelle (1950 à aujourd'hui).

## Toponymie
Selon Albert Dauzat, le nom d'Archignat proviendrait d'un anthroponyme latin Arcanius. Une autre origine serait un dérivé des racines « cin » ou « chigne », à valeur oronymique. La forme Archiniaco apparait en 1070, et Archignac au XVIIIe siècle.

## Histoire
La commune résulte de la fusion en 1802 d'Archignat et de Frontenat. Archignat comptait 758 habitants en 1891.
Le Terrier de la Mule, à 2 km du bourg actuel, serait le premier emplacement du village ; des restes de fondations et d'une tour carrée, ainsi que de fossés, attesteraient ce fait, non vérifié.

## Politique et administration

### Découpage territorial
La commune d'Archignat est membre de la communauté de communes du Pays d'Huriel, un établissement public de coopération intercommunale (EPCI) à fiscalité propre créé le 1er décembre 2001 dont le siège est à Huriel. Ce dernier est par ailleurs membre d'autres groupements intercommunaux.
Sur le plan administratif, elle est rattachée à l'arrondissement de Montluçon, au département de l'Allier et à la région Auvergne-Rhône-Alpes. Sur le plan électoral, elle dépend du  canton d'Huriel pour l'élection des conseillers départementaux, depuis le redécoupage cantonal de 2014 entré en vigueur en 2015, et de la deuxième circonscription de l'Allier  pour les élections législatives, depuis le dernier découpage électoral de 2010.

### Administration municipale
| Période                                  | Période                     | Identité         | Étiquette | Qualité          |
| ---------------------------------------- | --------------------------- | ---------------- | --------- | ---------------- |
| Les données manquantes sont à compléter. |                             |                  |           |                  |
| 1945                                     | 1977                        | Edmond Bardot    |           |                  |
| 1977                                     | 2008                        | Jacques Massy    |           |                  |
| 2008                                     | 2014                        | Isabelle Binon   |           |                  |
| 2014                                     | 2020                        | Robert Muglia    |           | Ouvrier          |
| 2020                                     | En cours (au 18 avril 2021) | Jérôme Coulanjon |           | Agent de méthode |

## Population et société

### Démographie
Les habitants sont nommés les Archignacois ou les Archignatois.

#### Évolution démographique
L'évolution du nombre d'habitants est connue à travers les recensements de la population effectués dans la commune depuis 1793. Pour les communes de moins de 10 000 habitants, une enquête de recensement portant sur toute la population est réalisée tous les cinq ans, les populations de référence des années intermédiaires étant quant à elles estimées par interpolation ou extrapolation. Pour la commune, le premier recensement exhaustif entrant dans le cadre du nouveau dispositif a été réalisé en 2004.

En 2022, la commune comptait 336 habitants, en évolution de +0,3 % par rapport à 2016 (Allier : −1,38 %, France hors Mayotte : +2,11 %).
| 1793 | 1800 | 1806 | 1821 | 1831 | 1836 | 1841 | 1846 | 1851 |
| ---- | ---- | ---- | ---- | ---- | ---- | ---- | ---- | ---- |
| 428  | 325  | 414  | 456  | 471  | 550  | 614  | 649  | 683  |

| 1856 | 1861 | 1866 | 1872 | 1876 | 1881 | 1886 | 1891 | 1896 |
| ---- | ---- | ---- | ---- | ---- | ---- | ---- | ---- | ---- |
| 641  | 675  | 662  | 664  | 669  | 736  | 737  | 755  | 739  |

| 1901 | 1906 | 1911 | 1921 | 1926 | 1931 | 1936 | 1946 | 1954 |
| ---- | ---- | ---- | ---- | ---- | ---- | ---- | ---- | ---- |
| 664  | 656  | 611  | 589  | 567  | 547  | 505  | 451  | 422  |

| 1962 | 1968 | 1975 | 1982 | 1990 | 1999 | 2004 | 2006 | 2009 |
| ---- | ---- | ---- | ---- | ---- | ---- | ---- | ---- | ---- |
| 384  | 345  | 306  | 271  | 275  | 350  | 348  | 344  | 351  |

| 2014 | 2019 | 2022 | - | - | - | - | - | - |
| ---- | ---- | ---- | - | - | - | - | - | - |
| 342  | 338  | 336  | - | - | - | - | - | - |

#### Pyramide des âges
En 2021, le taux de personnes d'un âge inférieur à 30 ans s'élève à 35,6 %, soit au-dessus de la moyenne départementale (29,0 %). À l'inverse, le taux de personnes d'âge supérieur à 60 ans est de 24,7 % la même année, alors qu'il est de 35,6 % au niveau départemental.
En 2021, la commune comptait 174 hommes pour 163 femmes, soit un taux de 51,63 % d'hommes, largement supérieur au taux départemental (47,97 %).
Les pyramides des âges de la commune et du département s'établissent comme suit :
| Hommes | Classe d’âge | Femmes |
| ------ | ------------ | ------ |
| 0,6    | 90 ou +      | 1,9    |
| 9,2    | 75-89 ans    | 7,4    |
| 17,9   | 60-74 ans    | 12,3   |
| 20,7   | 45-59 ans    | 21,4   |
| 18,4   | 30-44 ans    | 18,8   |
| 19,5   | 15-29 ans    | 14,6   |
| 13,7   | 0-14 ans     | 23,6   |

| Hommes | Classe d’âge | Femmes |
| ------ | ------------ | ------ |
| 1,2    | 90 ou +      | 3      |
| 10     | 75-89 ans    | 13,4   |
| 21,3   | 60-74 ans    | 22     |
| 20,6   | 45-59 ans    | 19,6   |
| 15,7   | 30-44 ans    | 15     |
| 15,6   | 15-29 ans    | 12,9   |
| 15,7   | 0-14 ans     | 14     |

### Sports et loisirs
- Parcours de santé
- Mini-golf
- Courts de tennis
- Sentiers de randonnées
- Piste de skate
- Terrain de foot, basket
- Boulodrome
- Plan d'eau destiné à la pêche dit « La Pêcherie »

## Culture locale et patrimoine

### Lieux et monuments
- L'église Saint-Sulpice des XIIIe et XIXe siècles.
- La chapelle Saint-Pardoux à Frontenat, chapelle romane du XIIe siècle et ancienne église paroissiale de Frontenat, aujourd'hui une chapelle privée, classée monument historique  Classé MH (1970).
- La croix des Âges, une croix de chemin de pierre sculptée du XVe siècle, classée monument historique  Classé MH (1969).
- Fontaine archaïque près de l'église de Frontenat surmontée d'une niche abritant un buste reliquaire dédié à saint Pierre.
- Le testament lapidaire de Guillaume des Ages datant de 1416 se trouve en l'église d'Archignat ; la seigneurie des Ages se trouvait sur le territoire de la commune.
- Le château de Longbost, château du XIXe siècle qui a remplacé une maison forte.
- Motte féodale située au lieu-dit Malleret (ou Mallereix) ; la motte circulaire fait environ 25 mètres de diamètre ; un double fossé l'entourait.
- Le chalet du Choux (visite guidée gratuite sur rendez-vous).
- Les Pierres Girauds.
- Les Pierres du Plaids.

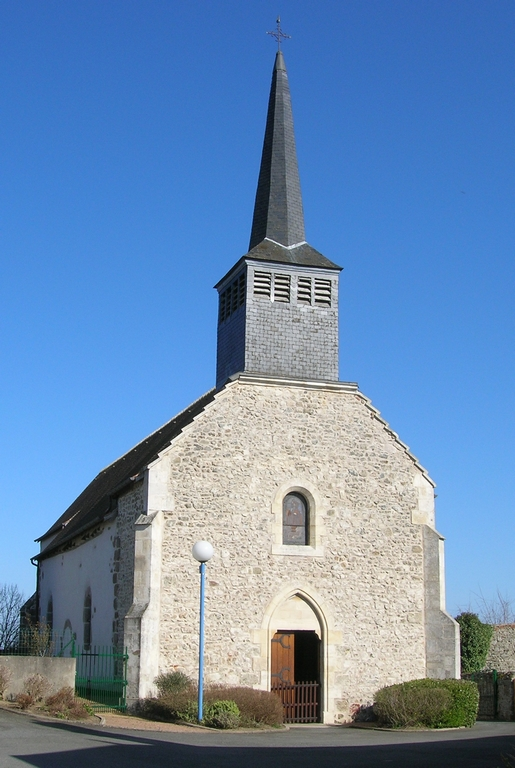
Église d'Archignat.
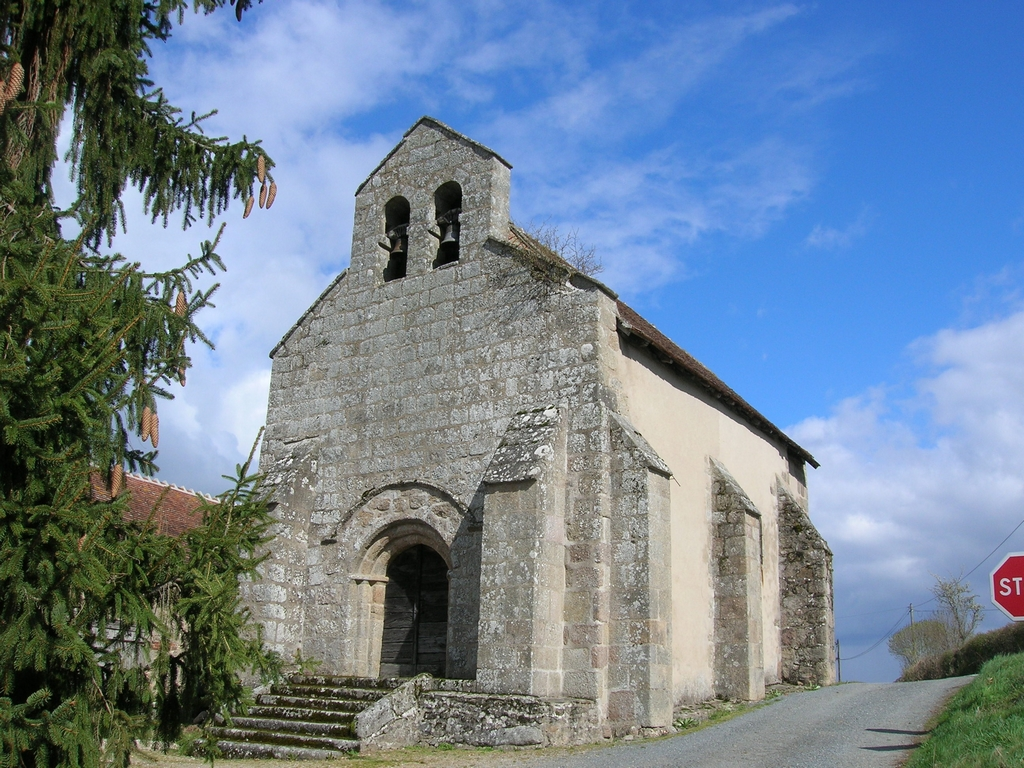
Chapelle privée de Frontenat.
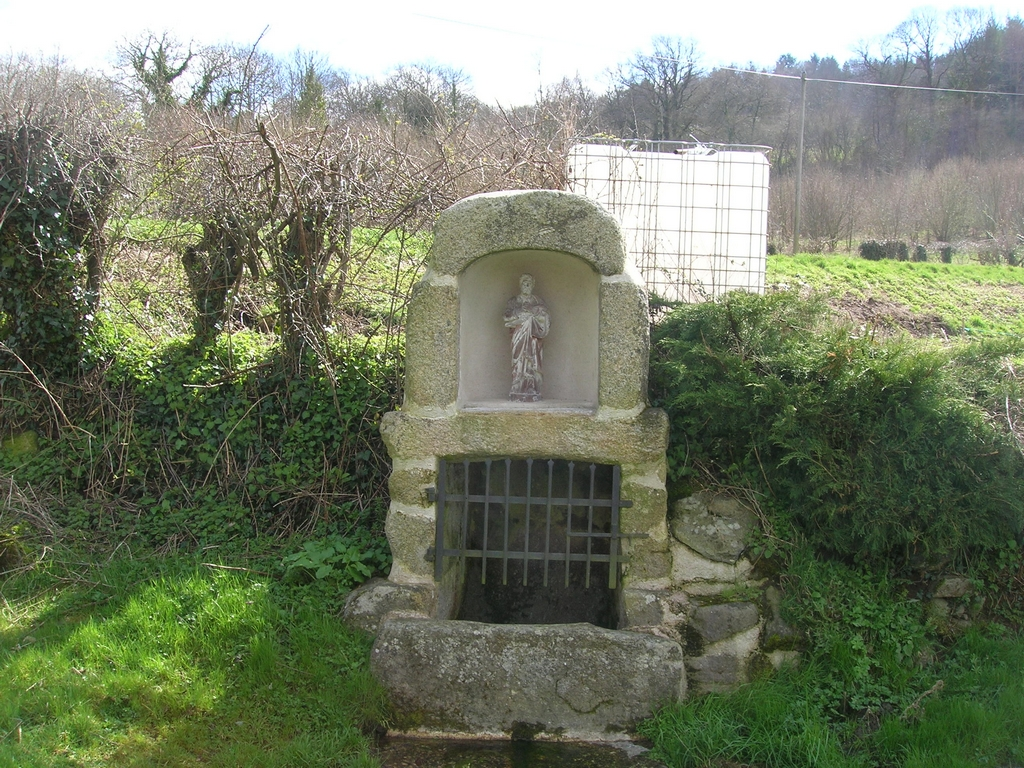
Fontaine Saint-Pierre.
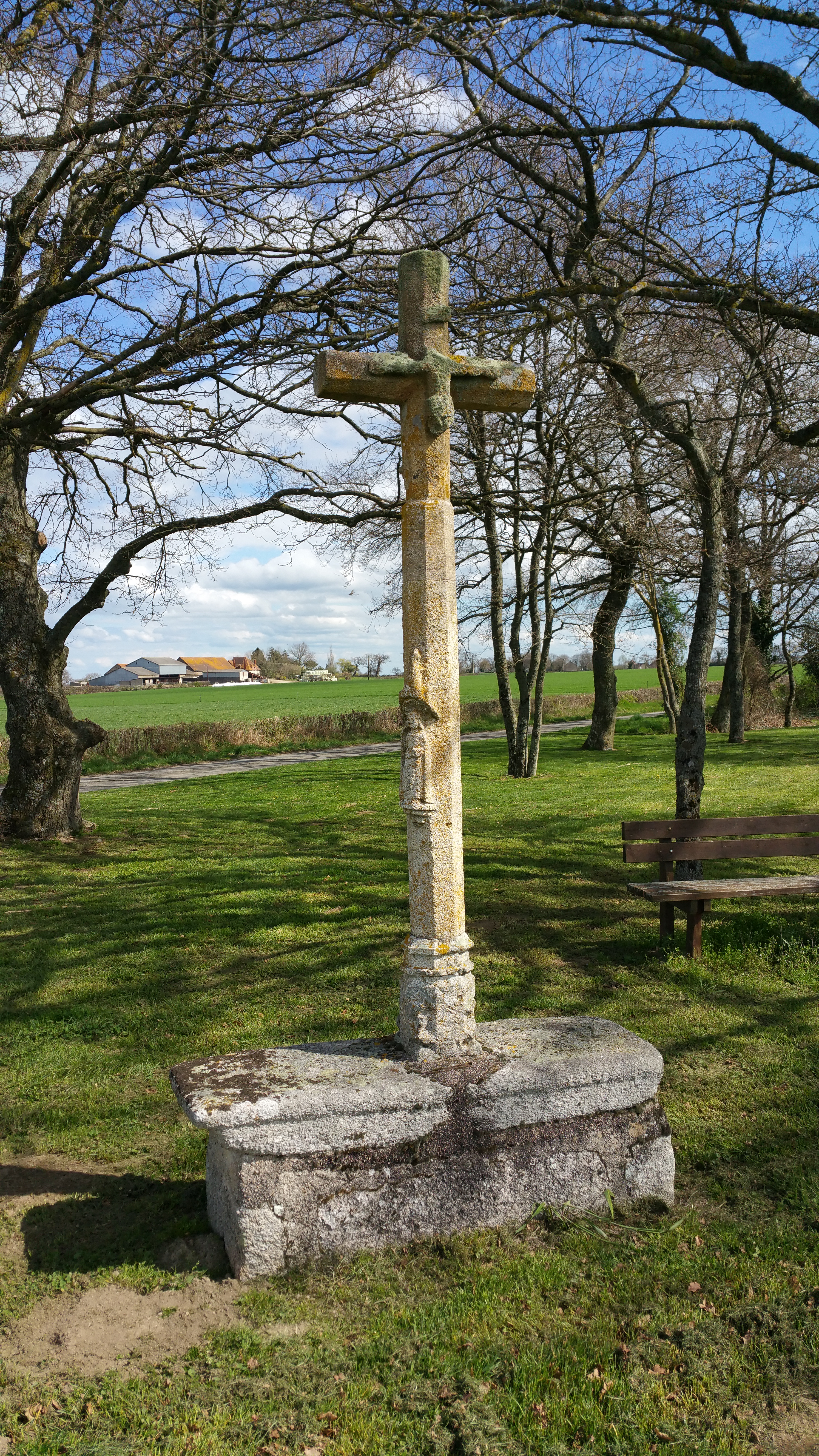
Croix des Âges.
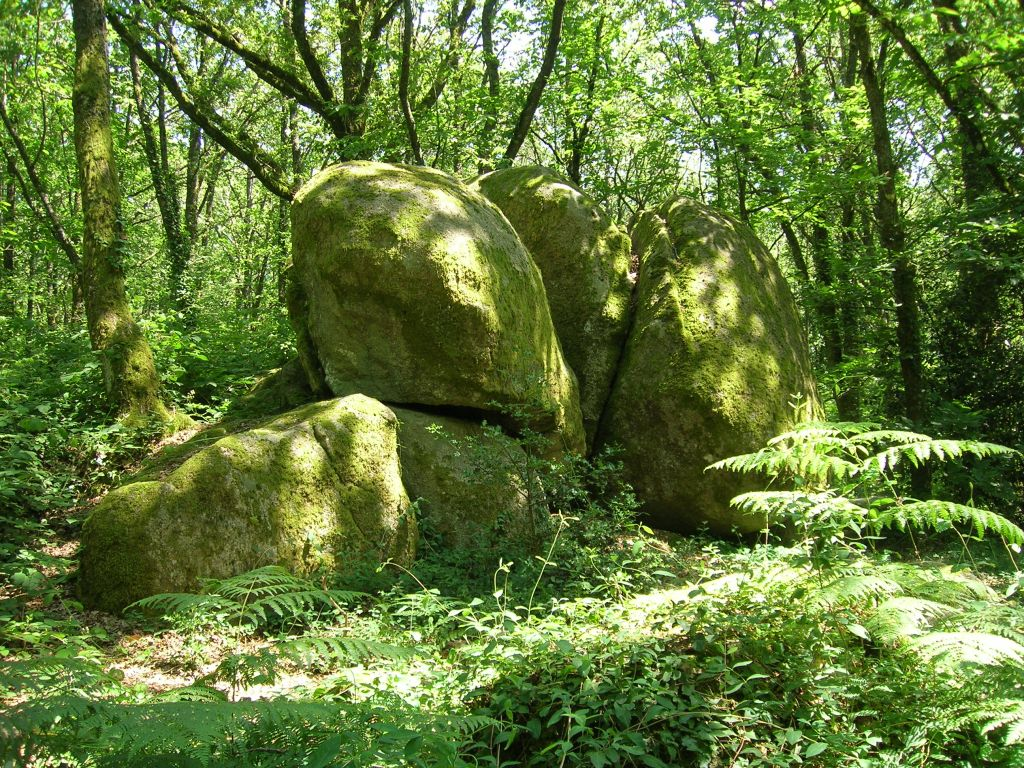
Les Pierres Girauds.
La croix du Bonnet.
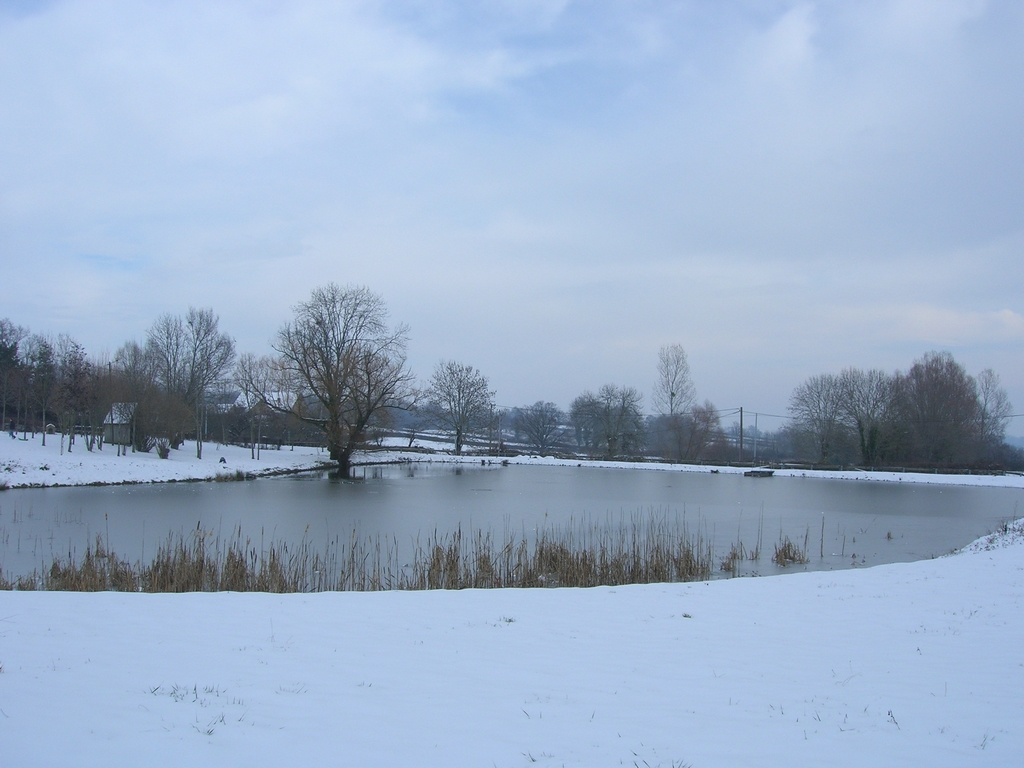
Plan d'eau « La Pêcherie ».
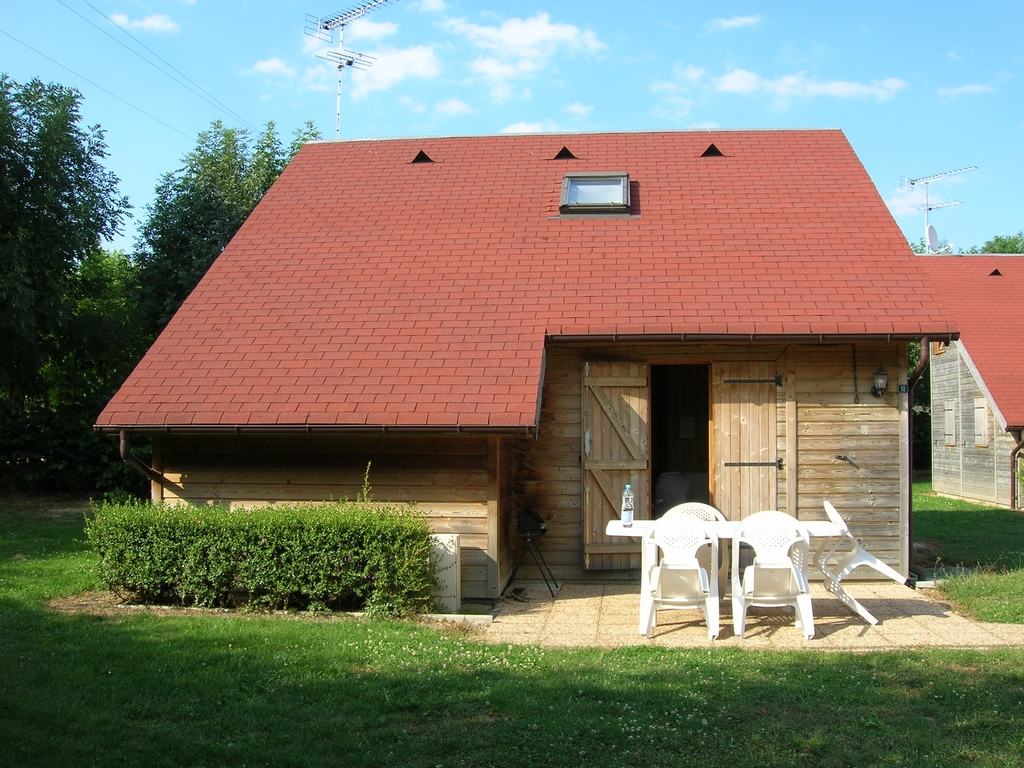
L'ancien chalet du Gars Choux.

### Personnalités liées à la commune
- Eugène Romaine (1905-1983), député de la Creuse, maire de Soumans, né à Archignat.

### Héraldique
| Blason de Archignat | Blason  | Parti : au 1) de sinople à lune branche de gui d'or posée en pal, au 2) d'argent au lion de sable, couronné d'or, armé et lampassé de gueules ; le tout au chef de sinople chargé de deux annelets d'or, enlacés en fasce. |
| Blason de Archignat | Détails | Création JF Binon. Parue en Page Facebook en 2022. |